# Antoni Torres i Bernades
Antoni Torres i Bernades, conegut popurlament com a Ton Torres (Sabadell, Vallès Occidental, 14 de gener de 1943) fou un boxejador campió d'Espanya professional de la categoria del pes wèlter (1967, 1969) i campió d'Espanya amateur (1960) en pes superlleuger on també fou campió de Catalunya amateur (1960, 1961). Formà part de la selecció catalana i espanyola amateur. És germà del nadador olímpic Miquel Torres i Bernades.

## Inicis
Fill d'un forner campió de Catalunya de boxa en la categoria de pes pesant, l'Antoni Torres s'inicià en el món de la boxa als 10 anys, quan el seu pare el va portar al club de boxa de Sabadell. Després dels dos primers anys d'entrenaments, i amb només 12 anys, Torres es va estrenar amb una exhibició a la Festa Major de Sabadell, l'any 1955. Segons expliquen algunes fonts, Torres va eludir la prohibició de boxejar dels menors de 17 anys, falsificant la fitxa. D'aquesta manera amb 17 anys va debutar amb la selecció catalana.

## Carrera Professional
L'any 1960 va guanyar el primer títol de Campió d'Espanya Amateur, i fou seleccionat per la selecció espanyola en diferents torneigs internacionals. Era una època daurada de la boxa a Barcelona, on se celebraven vetllades al Gran Price. Torres va participar en diferents combats, a part de continuar triomfant amb la selecció espanyola. Malauradament per a la seva carrera esportiva, durant una concentració de la selecció a Leipzig, el metge de l'equip, Vicente Gil, metge del general Francisco Franco i president de la Federación Nacional de Boxeo va sentir enraonar a Torres i altres boxajadors en català. Ple d'indignació, Gil va renyar als atletes i Torres li va respondre de forma airosa i es va negar a sortir a boxejar. Aquesta acció li suposaria una desqualificació a perpetuïtat per "rojo separatista" segons el comunicat que va rebre.
Després d'això, però, i gràcies a les influències del seu germà Miquel, reconegut nedador que havia anat als Jocs Olímpics de Roma (i posteriorment a Tòquio i Mèxic), la Federació li va tornar a donar la llicència per boxejar, però com a professional, no com amateur amb les seleccions. Durant quatre anys seguits va combatre a tots els rings d'Espanya amb les quatre barres catalanes a les calces i pantalons, guanyant i revalidant el títol de Campió d'Espanya fins a deu vegades. Ton Torres va boxejar, en pes Welter, contra tres campions del món. Els darrers anys de la seva trajectòria professional, es va establir a Castellar del Vallès, i es va dedicar a boxejar molt a l'estranger: Johannesburg, Londres, Camerun, Manchester, París i l'agost de 1973 a Viena on es va retirar després de 165 combats.